# Coppa Italia Serie C 1985-1986
La Coppa Italia di Serie C 1985-1986 fu la quattordicesima edizione del trofeo (ex-Coppa Italia Semiprofessionisti) riservato alle 108 squadre partecipanti alla Serie C1 e alla C2.
L'edizione fu vinta per la prima volta dalla Virescit Boccaleone, che superò in finale lo Jesi.

## Risultati

### Fase eliminatoria a gironi
Alla prima fase presero parte 96 squadre di Serie C1 e Serie C2; queste furono divise in 24 gironi all'italiana da quattro squadre. Le prime classificate di ogni girone furono ammesse direttamente alla fase finale, con l'eccezione di otto squadre estratte a sorte che affrontarono un ulteriore turno di qualificazione ai sedicesimi.

#### Gironi
Le gare furono disputate tra il 21 agosto ed il 15 settembre 1985.

##### Girone A
|           | AST  | CAI  | SAN  | SAV  |
| --------- | ---- | ---- | ---- | ---- |
| Asti      | –––– | 0-0  | 1-3  | 1-0  |
| Cairese   | 0-1  | –––– | 0-2  | 2-1  |
| Sanremese | 1-1  | 1-0  | –––– | 1-0  |
| Savona    | 1-0  | 1-0  | 0-1  | –––– |

| Pos. | Squadra   | Pt | G | V | N | P | GF | GS | DR |
| ---- | --------- | -- | - | - | - | - | -- | -- | -- |
| 1.   | Sanremese | 11 | 6 | 5 | 1 | 0 | 9  | 2  | +7 |
| 2.   | Asti TSC  | 6  | 6 | 2 | 2 | 2 | 4  | 5  | -1 |
| 3.   | Savona    | 4  | 6 | 2 | 0 | 4 | 3  | 5  | -2 |
| 4.   | Cairese   | 3  | 6 | 1 | 1 | 4 | 2  | 6  | -4 |

##### Girone B
|              | NOV  | OME  | ORC  | PVE  |
| ------------ | ---- | ---- | ---- | ---- |
| Novara       | –––– | 3-1  | 2-0  | 3-1  |
| Omegna       | 1-0  | –––– | 1-1  | 2-2  |
| Orceana      | 2-1  | 2-0  | –––– | 0-0  |
| Pro Vercelli | 2-0  | 2-0  | 2-1  | –––– |

| Pos. | Squadra      | Pt | G | V | N | P | GF | GS | DR |
| ---- | ------------ | -- | - | - | - | - | -- | -- | -- |
| 1.   | Pro Vercelli | 8  | 6 | 3 | 2 | 1 | 9  | 6  | +3 |
| 2.   | Novara       | 6  | 6 | 3 | 0 | 3 | 9  | 7  | +2 |
| 3.   | Orceana      | 6  | 6 | 2 | 2 | 2 | 6  | 6  | 0  |
| 4.   | Omegna       | 4  | 6 | 1 | 2 | 3 | 5  | 10 | -5 |

##### Girone C
|             | ALE  | DER  | PAV  | VOG  |
| ----------- | ---- | ---- | ---- | ---- |
| Alessandria | –––– | 1-1  | 2-2  | 0-2  |
| Derthona    | 3-0  | –––– | 2-3  | 0-0  |
| Pavia       | 1-0  | 1-0  | –––– | 0-0  |
| Vogherese   | 1-0  | 2-3  | 0-1  | –––– |

| Pos. | Squadra     | Pt | G | V | N | P | GF | GS | DR |
| ---- | ----------- | -- | - | - | - | - | -- | -- | -- |
| 1.   | Pavia       | 10 | 6 | 4 | 2 | 0 | 8  | 4  | +4 |
| 2.   | Derthona    | 6  | 6 | 2 | 2 | 2 | 9  | 7  | +2 |
| 3.   | Vogherese   | 6  | 6 | 2 | 2 | 2 | 5  | 4  | +1 |
| 4.   | Alessandria | 2  | 6 | 0 | 2 | 4 | 3  | 10 | -7 |

##### Girone D
|            | LEF  | LEG  | PRP  | VIR  |
| ---------- | ---- | ---- | ---- | ---- |
| Leffe      | –––– | 0-0  | 5-0  | 1-3  |
| Legnano    | 1-0  | –––– | 0-0  | 1-1  |
| Pro Patria | 1-1  | 0-0  | –––– | 1-1  |
| Virescit   | 2-0  | 0-0  | 3-1  | –––– |

| Pos. | Squadra             | Pt | G | V | N | P | GF | GS | DR |
| ---- | ------------------- | -- | - | - | - | - | -- | -- | -- |
| 1.   | Virescit Boccaleone | 9  | 6 | 3 | 3 | 0 | 10 | 4  | +6 |
| 2.   | Legnano             | 7  | 6 | 1 | 5 | 0 | 2  | 1  | +1 |
| 3.   | Leffe               | 4  | 6 | 1 | 2 | 3 | 7  | 7  | 0  |
| 4.   | Pro Patria          | 4  | 6 | 0 | 4 | 2 | 3  | 10 | -7 |

##### Girone E
|             | FAN  | MAN  | OSP  | PER  |
| ----------- | ---- | ---- | ---- | ---- |
| Fanfulla    | –––– | 1-1  | 1-1  | 1-1  |
| Mantova     | 2-0  | –––– | 2-1  | 2-2  |
| Ospitaletto | 0-2  | 0-1  | –––– | 4-1  |
| Pergocrema  | 1-0  | 1-1  | 1-1  | –––– |

| Pos. | Squadra     | Pt | G | V | N | P | GF | GS | DR |
| ---- | ----------- | -- | - | - | - | - | -- | -- | -- |
| 1.   | Mantova     | 9  | 6 | 3 | 3 | 0 | 9  | 5  | +4 |
| 2.   | Pergocrema  | 6  | 6 | 1 | 4 | 1 | 7  | 9  | -2 |
| 3.   | Fanfulla    | 5  | 6 | 1 | 3 | 2 | 5  | 6  | -1 |
| 4.   | Ospitaletto | 4  | 6 | 1 | 2 | 3 | 7  | 8  | -1 |

##### Girone F
|              | GIO  | MON  | PIE  | TRE  |
| ------------ | ---- | ---- | ---- | ---- |
| Giorgione    | –––– | 0-1  | 0-0  | 0-0  |
| Montebelluna | 0-1  | –––– | 1-2  | 0-0  |
| Pievigina    | 1-2  | 2-1  | –––– | 0-1  |
| Treviso      | 1-0  | 2-2  | 2-2  | –––– |

| Pos. | Squadra      | Pt | G | V | N | P | GF | GS | DR |
| ---- | ------------ | -- | - | - | - | - | -- | -- | -- |
| 1.   | Treviso      | 8  | 6 | 2 | 4 | 0 | 6  | 4  | +2 |
| 2.   | Pievigina    | 6  | 6 | 2 | 2 | 2 | 7  | 7  | 0  |
| 3.   | Giorgione    | 6  | 6 | 2 | 2 | 2 | 3  | 3  | 0  |
| 4.   | Montebelluna | 4  | 6 | 1 | 2 | 3 | 5  | 7  | -2 |

##### Girone G
|           | MES  | POR  | TRE  | VEN  |
| --------- | ---- | ---- | ---- | ---- |
| Mestre    | –––– | 1-2  | 1-0  | 0-1  |
| Pordenone | 1-1  | –––– | 0-0  | 0-0  |
| Trento    | 0-0  | 4-1  | –––– | 2-1  |
| Venezia   | 0-1  | 1-2  | 1-0  | –––– |

| Pos. | Squadra   | Pt | G | V | N | P | GF | GS | DR |
| ---- | --------- | -- | - | - | - | - | -- | -- | -- |
| 1.   | Pordenone | 7  | 6 | 2 | 3 | 1 | 6  | 7  | -1 |
| 2.   | Trento    | 6  | 6 | 2 | 2 | 2 | 6  | 4  | +2 |
| 3.   | Mestre    | 6  | 6 | 2 | 2 | 2 | 4  | 4  | 0  |
| 4.   | Venezia   | 5  | 6 | 2 | 1 | 3 | 4  | 5  | -1 |

##### Girone H
|          | CEN  | MOD  | SAS  | SPA  |
| -------- | ---- | ---- | ---- | ---- |
| Centese  | –––– | 0-3  | 3-1  | 0-0  |
| Modena   | 0-0  | –––– | 1-0  | 1-0  |
| Sassuolo | 1-1  | 0-1  | –––– | 1-1  |
| SPAL     | 1-0  | 1-2  | 0-1  | –––– |

| Pos. | Squadra  | Pt | G | V | N | P | GF | GS | DR |
| ---- | -------- | -- | - | - | - | - | -- | -- | -- |
| 1.   | Modena   | 11 | 6 | 5 | 1 | 0 | 8  | 1  | +7 |
| 2.   | Centese  | 5  | 6 | 1 | 3 | 2 | 4  | 6  | -2 |
| 3.   | SPAL     | 4  | 6 | 1 | 2 | 3 | 3  | 5  | -2 |
| 4.   | Sassuolo | 4  | 6 | 1 | 2 | 2 | 4  | 7  | -3 |

##### Girone I
|           | CAR  | ENT  | MAS  | SPE  |
| --------- | ---- | ---- | ---- | ---- |
| Carrarese | –––– | 2-0  | 3-0  | 2-0  |
| Entella   | 1-0  | –––– | 0-1  | 2-0  |
| Massese   | 0-0  | 2-1  | –––– | 1-0  |
| Spezia    | 2-1  | 0-0  | 0-1  | –––– |

| Pos. | Squadra         | Pt | G | V | N | P | GF | GS | DR |
| ---- | --------------- | -- | - | - | - | - | -- | -- | -- |
| 1.   | Massese         | 9  | 6 | 4 | 1 | 1 | 5  | 4  | +1 |
| 2.   | Carrarese       | 7  | 6 | 3 | 1 | 2 | 8  | 3  | +5 |
| 3.   | Entella Bacezza | 5  | 6 | 2 | 0 | 1 | 4  | 5  | -1 |
| 4.   | Spezia          | 3  | 6 | 1 | 1 | 4 | 2  | 7  | -5 |

##### Girone K
|           | LIV  | LUC  | PON  | SIE  |
| --------- | ---- | ---- | ---- | ---- |
| Livorno   | –––– | 2-1  | 4-1  | 1-1  |
| Lucchese  | 2-2  | –––– | 0-0  | 2-1  |
| Pontedera | 0-1  | 1-0  | –––– | 2-1  |
| Siena     | 4-0  | 1-1  | 1-0  | –––– |

| Pos. | Squadra   | Pt | G | V | N | P | GF | GS | DR |
| ---- | --------- | -- | - | - | - | - | -- | -- | -- |
| 1.   | Livorno   | 8  | 6 | 3 | 2 | 1 | 10 | 9  | +1 |
| 2.   | Siena     | 6  | 6 | 2 | 2 | 2 | 9  | 6  | +3 |
| 3.   | Lucchese  | 5  | 6 | 1 | 3 | 2 | 6  | 7  | -1 |
| 4.   | Pontedera | 5  | 6 | 2 | 1 | 3 | 4  | 7  | -3 |

##### Girone L
|             | MON  | PIS  | PRA  | RON  |
| ----------- | ---- | ---- | ---- | ---- |
| Montevarchi | –––– | 3-0  | 1-0  | 0-0  |
| Pistoiese   | 1-0  | –––– | 1-1  | 0-0  |
| Prato       | 2-0  | 1-1  | –––– | 0-0  |
| Rondinella  | 1-0  | 2-0  | 1-1  | –––– |

| Pos. | Squadra     | Pt | G | V | N | P | GF | GS | DR |
| ---- | ----------- | -- | - | - | - | - | -- | -- | -- |
| 1.   | Rondinella  | 8  | 6 | 2 | 4 | 0 | 4  | 1  | +3 |
| 2.   | Prato       | 6  | 6 | 1 | 4 | 1 | 5  | 4  | +1 |
| 3.   | Montevarchi | 5  | 6 | 2 | 1 | 3 | 4  | 4  | 0  |
| 4.   | Pistoiese   | 5  | 6 | 1 | 3 | 2 | 3  | 7  | -4 |

##### Girone M
|            | CES  | FAN  | FOR  | RAV  |
| ---------- | ---- | ---- | ---- | ---- |
| Cesenatico | –––– | 0-0  | 2-2  | 7-0  |
| Fano       | 3-0  | –––– | 2-0  | 6-0  |
| Forlì      | 0-1  | 0-1  | –––– | 4-0  |
| Ravenna    | 0-6  | 0-4  | 0-2  | –––– |

| Pos. | Squadra    | Pt | G | V | N | P | GF | GS | DR  |
| ---- | ---------- | -- | - | - | - | - | -- | -- | --- |
| 1.   | Fano       | 11 | 6 | 5 | 1 | 0 | 16 | 0  | +16 |
| 2.   | Cesenatico | 8  | 6 | 3 | 2 | 1 | 16 | 5  | +11 |
| 3.   | Forlì      | 5  | 6 | 2 | 1 | 3 | 8  | 6  | +2  |
| 4.   | Ravenna    | 0  | 6 | 0 | 0 | 6 | 0  | 29 | -29 |

##### Girone N
|              | CIV  | FOL  | JES  | MAC  |
| ------------ | ---- | ---- | ---- | ---- |
| Civitanovese | –––– | 1-0  | 0-1  | 1-0  |
| Foligno      | 0-0  | –––– | 2-1  | 3-4  |
| Jesi         | 1-1  | 3-2  | –––– | 2-0  |
| Maceratese   | 0-0  | 2-3  | 1-2  | –––– |

| Pos. | Squadra      | Pt | G | V | N | P | GF | GS | DR |
| ---- | ------------ | -- | - | - | - | - | -- | -- | -- |
| 1.   | Jesi         | 9  | 6 | 4 | 1 | 1 | 10 | 6  | +4 |
| 2.   | Civitanovese | 7  | 6 | 2 | 3 | 1 | 3  | 2  | +1 |
| 3.   | Foligno      | 5  | 6 | 2 | 1 | 3 | 10 | 11 | -1 |
| 4.   | Maceratese   | 3  | 6 | 1 | 1 | 4 | 7  | 11 | -4 |

##### Girone O
|              | ANG  | FRA  | GIU  | TER  |
| ------------ | ---- | ---- | ---- | ---- |
| Angizia Luco | –––– | 1-1  | 2-2  | 0-0  |
| Francavilla  | 1-1  | –––– | 0-1  | 0-1  |
| Giulianova   | 0-0  | 2-1  | –––– | 1-1  |
| Teramo       | 1-0  | 1-1  | 0-0  | –––– |

| Pos. | Squadra      | Pt | G | V | N | P | GF | GS | DR |
| ---- | ------------ | -- | - | - | - | - | -- | -- | -- |
| 1.   | Giulianova   | 8  | 6 | 2 | 4 | 0 | 6  | 4  | +2 |
| 2.   | Teramo       | 8  | 6 | 2 | 4 | 0 | 4  | 2  | +2 |
| 3.   | Angizia Luco | 5  | 6 | 0 | 5 | 1 | 4  | 5  | -1 |
| 4.   | Francavilla  | 3  | 6 | 0 | 3 | 3 | 4  | 7  | -3 |

##### Girone P
|               | CIV  | FRO  | LOD  | TER  |
| ------------- | ---- | ---- | ---- | ---- |
| Civitavecchia | –––– | 0-1  | 1-4  | 0-0  |
| Frosinone     | 1-0  | –––– | 0-0  | 6-0  |
| Lodigiani     | 1-0  | 2-0  | –––– | 3-2  |
| Ternana       | 0-1  | 1-0  | 1-1  | –––– |

| Pos. | Squadra       | Pt | G | V | N | P | GF | GS | DR |
| ---- | ------------- | -- | - | - | - | - | -- | -- | -- |
| 1.   | Lodigiani     | 10 | 6 | 4 | 2 | 0 | 11 | 4  | +7 |
| 2.   | Frosinone     | 7  | 6 | 3 | 1 | 2 | 8  | 3  | +5 |
| 3.   | Ternana       | 4  | 6 | 1 | 2 | 3 | 4  | 11 | -7 |
| 4.   | Civitavecchia | 3  | 6 | 1 | 1 | 4 | 2  | 7  | -5 |

##### Girone Q
|            | AES  | ERC  | GLA  | NOL  |
| ---------- | ---- | ---- | ---- | ---- |
| Aesernia   | –––– | 1-0  | 1-2  | 1-1  |
| Ercolanese | 7-0  | –––– | 2-1  | 2-2  |
| Gladiator  | 2-0  | 1-1  | –––– | 0-1  |
| Nola       | 3-4  | 0-0  | 4-1  | –––– |

| Pos. | Squadra    | Pt | G | V | N | P | GF | GS | DR |
| ---- | ---------- | -- | - | - | - | - | -- | -- | -- |
| 1.   | Ercolanese | 7  | 6 | 2 | 3 | 1 | 12 | 5  | +7 |
| 2.   | Nola       | 7  | 6 | 2 | 3 | 1 | 11 | 8  | +3 |
| 3.   | Gladiator  | 5  | 6 | 2 | 1 | 3 | 7  | 9  | -2 |
| 4.   | Aesernia   | 5  | 6 | 2 | 1 | 3 | 7  | 15 | -8 |

##### Girone R
|                   | AFR  | CAM  | ISC  | TUR  |
| ----------------- | ---- | ---- | ---- | ---- |
| Afragolese        | –––– | 1-1  | 0-4  | 0-4  |
| Campania          | 3-0  | –––– | 1-0  | 2-0  |
| Ischia Isolaverde | 4-0  | 2-1  | –––– | 1-2  |
| Turris            | 1-1  | 1-1  | 1-2  | –––– |

| Pos. | Squadra           | Pt | G | V | N | P | GF | GS | DR  |
| ---- | ----------------- | -- | - | - | - | - | -- | -- | --- |
| 1.   | Ischia Isolaverde | 8  | 6 | 4 | 0 | 2 | 13 | 5  | +8  |
| 2.   | Campania          | 8  | 6 | 3 | 2 | 1 | 9  | 4  | +5  |
| 3.   | Turris            | 6  | 6 | 2 | 2 | 2 | 9  | 7  | +2  |
| 4.   | Afragolese        | 2  | 6 | 0 | 2 | 4 | 2  | 17 | -15 |

##### Girone S
|             | JUV  | NOC  | PAG  | SOR  |
| ----------- | ---- | ---- | ---- | ---- |
| Juve Stabia | –––– | 7-1  | 0-0  | 1-1  |
| Nocerina    | 3-1  | –––– | 1-4  | 0-0  |
| Paganese    | 0-0  | 3-0  | –––– | 0-0  |
| Sorrento    | 1-0  | 6-0  | 1-1  | –––– |

| Pos. | Squadra     | Pt | G | V | N | P | GF | GS | DR  |
| ---- | ----------- | -- | - | - | - | - | -- | -- | --- |
| 1.   | Sorrento    | 8  | 6 | 2 | 4 | 0 | 9  | 2  | +7  |
| 2.   | Paganese    | 8  | 6 | 2 | 4 | 0 | 8  | 2  | +6  |
| 3.   | Juve Stabia | 5  | 6 | 1 | 3 | 2 | 9  | 6  | +3  |
| 4.   | Nocerina    | 3  | 6 | 1 | 1 | 4 | 5  | 21 | -16 |

##### Girone T
|                | BAR  | BEN  | FID  | FOG  |
| -------------- | ---- | ---- | ---- | ---- |
| Barletta       | –––– | 1-0  | 3-0  | 1-1  |
| Benevento      | 1-2  | –––– | 2-2  | 0-1  |
| Fidelis Andria | 1-1  | 1-0  | –––– | 0-2  |
| Foggia         | 0-0  | 4-3  | 1-1  | –––– |

| Pos. | Squadra        | Pt | G | V | N | P | GF | GS | DR |
| ---- | -------------- | -- | - | - | - | - | -- | -- | -- |
| 1.   | Barletta       | 9  | 6 | 3 | 3 | 0 | 8  | 3  | +5 |
| 2.   | Foggia         | 9  | 6 | 3 | 3 | 0 | 9  | 5  | +4 |
| 3.   | Fidelis Andria | 5  | 6 | 1 | 3 | 2 | 5  | 9  | -4 |
| 4.   | Benevento      | 1  | 6 | 0 | 1 | 5 | 6  | 11 | -5 |

##### Girone U
|          | BRI  | CAS  | GAL  | MAR  |
| -------- | ---- | ---- | ---- | ---- |
| Brindisi | –––– | 2-0  | 3-0  | 2-2  |
| Casarano | 2-1  | –––– | 1-0  | 2-1  |
| Galatina | 1-1  | 0-0  | –––– | 1-1  |
| Martina  | 0-2  | 0-1  | 2-2  | –––– |

| Pos. | Squadra             | Pt | G | V | N | P | GF | GS | DR |
| ---- | ------------------- | -- | - | - | - | - | -- | -- | -- |
| 1.   | Casarano            | 9  | 6 | 4 | 1 | 1 | 6  | 4  | +2 |
| 2.   | Brindisi            | 8  | 6 | 3 | 2 | 1 | 11 | 5  | +6 |
| 3.   | Pro Italia Galatina | 4  | 6 | 0 | 4 | 2 | 4  | 8  | -4 |
| 4.   | Martina             | 3  | 6 | 0 | 3 | 3 | 6  | 10 | -4 |

##### Girone V
|         | CAV  | MAT  | POT  | REN  |
| ------- | ---- | ---- | ---- | ---- |
| Cavese  | –––– | 0-0  | 0-0  | 2-0  |
| Matera  | 0-1  | –––– | 0-2  | 0-2  |
| Potenza | 2-1  | 3-0  | –––– | 1-1  |
| Rende   | 2-0  | 1-1  | 3-2  | –––– |

| Pos. | Squadra | Pt | G | V | N | P | GF | GS | DR |
| ---- | ------- | -- | - | - | - | - | -- | -- | -- |
| 1.   | Potenza | 8  | 6 | 3 | 2 | 1 | 10 | 5  | +5 |
| 2.   | Rende   | 8  | 6 | 3 | 2 | 1 | 9  | 6  | +3 |
| 3.   | Cavese  | 6  | 6 | 2 | 2 | 2 | 4  | 4  | 0  |
| 4.   | Matera  | 2  | 6 | 0 | 2 | 4 | 1  | 9  | -8 |

##### Girone W
|          | COS  | NIS  | REG  | SIR  |
| -------- | ---- | ---- | ---- | ---- |
| Cosenza  | –––– | 8-0  | 2-1  | 0-0  |
| Nissa    | 1-0  | –––– | 2-4  | 0-1  |
| Reggina  | 0-1  | 3-0  | –––– | 2-2  |
| Siracusa | 2-1  | 3-0  | 1-2  | –––– |

| Pos. | Squadra  | Pt | G | V | N | P | GF | GS | DR  |
| ---- | -------- | -- | - | - | - | - | -- | -- | --- |
| 1.   | Siracusa | 8  | 6 | 3 | 2 | 1 | 9  | 5  | +4  |
| 2.   | Cosenza  | 7  | 6 | 3 | 1 | 2 | 12 | 4  | +8  |
| 3.   | Reggina  | 7  | 6 | 3 | 1 | 2 | 12 | 8  | +4  |
| 4.   | Nissa    | 2  | 6 | 1 | 0 | 5 | 3  | 19 | -16 |

##### Girone Y
|           | AKR  | CAN  | LIC  | TRA  |
| --------- | ---- | ---- | ---- | ---- |
| Akragas   | –––– | 2-2  | 3-1  | 2-1  |
| Canicattì | 2-1  | –––– | 3-5  | 2-2  |
| Licata    | 10-0 | 3-0  | –––– | 1-1  |
| Trapani   | 3-1  | 1-1  | 1-3  | –––– |

| Pos. | Squadra   | Pt | G | V | N | P | GF | GS | DR  |
| ---- | --------- | -- | - | - | - | - | -- | -- | --- |
| 1.   | Licata    | 9  | 6 | 4 | 1 | 1 | 23 | 8  | +15 |
| 2.   | Trapani   | 5  | 6 | 1 | 3 | 2 | 9  | 10 | -1  |
| 3.   | Canicattì | 5  | 6 | 1 | 3 | 2 | 10 | 14 | -4  |
| 4.   | Akragas   | 5  | 6 | 2 | 1 | 3 | 9  | 19 | -10 |

##### Girone Z
|              | CAR  | PCI  | SOR  | TOR  |
| ------------ | ---- | ---- | ---- | ---- |
| Carbonia     | –––– | 0-1  | 1-0  | 0-0  |
| Pro Cisterna | 1-1  | –––– | 2-0  | 0-0  |
| Sorso        | 1-0  | 1-0  | –––– | 0-0  |
| Torres       | 4-1  | 4-1  | 2-0  | –––– |

| Pos. | Squadra      | Pt | G | V | N | P | GF | GS | DR |
| ---- | ------------ | -- | - | - | - | - | -- | -- | -- |
| 1.   | Torres       | 9  | 6 | 3 | 3 | 0 | 10 | 2  | +8 |
| 2.   | Pro Cisterna | 6  | 6 | 2 | 2 | 2 | 5  | 6  | -1 |
| 3.   | Sorso        | 5  | 6 | 2 | 1 | 3 | 2  | 5  | -3 |
| 4.   | Carbonia     | 4  | 6 | 1 | 2 | 3 | 3  | 7  | -4 |

#### Qualificazioni ai sedicesimi di finale
Le otto squadre estratte a sorte per ridurre ulteriormente il numero delle ammesse alla fase finale s'incontrarono il 20 novembre ed il 4 dicembre 1985.
| Squadra 1         | Totale | Squadra 2 | Andata     | Ritorno         |
| ----------------- | ------ | --------- | ---------- | --------------- |
|                   |        |           | 20.11.1985 | 04.12.1985      |
| Fano              | 1 - 1  | Rimini    | 0 - 1      | 1 - 0 (6-5 dcr) |
| Ischia Isolaverde | 0 - 3  | Casertana | 0 - 0      | 0 - 3           |
| Potenza           | 0 - 2  | Sorrento  | 0 - 0      | 0 - 2           |
| Rondinella        | 2 - 1  | Massese   | 2 - 1      | 0 - 0           |

### Fase finale
Alle venti squadre che avevano superato le eliminatorie furono aggregate le dodici che avevano preso parte alla prima fase della Coppa Italia 1985-1986.

#### Sedicesimi di finale
Le gare si disputarono il 18 dicembre 1985 ed il 15 gennaio 1986.
| Squadra 1   | Totale | Squadra 2           | Andata     | Ritorno     |
| ----------- | ------ | ------------------- | ---------- | ----------- |
|             |        |                     | 18.12.1985 | 15.01.1986  |
| Ancona      | 1 - 3  | Jesi                | 1 - 2      | 0 - 1       |
| Barletta    | 3 - 2  | Giulianova          | 0 - 0      | 3 - 2 (dts) |
| Ercolanese  | 0 - 2  | Casertana           | 0 - 1      | 0 - 1       |
| Fano        | 4 - 3  | Pordenone           | 2 - 2      | 2 - 1       |
| Lodigiani   | 4 - 2  | Torres              | 2 - 0      | 2 - 2       |
| Modena      | 2 - 1  | Rondinella          | 1 - 0      | 1 - 1       |
| Monopoli    | 4 - 2  | Casarano            | 3 - 0      | 1 - 2       |
| Padova      | 1 - 2  | Treviso             | 0 - 1      | 1 - 1       |
| Parma       | 0 - 1  | Mantova             | 0 - 1      | 0 - 0       |
| Pavia       | 2 - 1  | Varese              | 2 - 0      | 0 - 1       |
| Piacenza    | 3 - 2  | Pro Vercelli        | 1 - 1      | 2 - 1       |
| Reggiana    | 1 - 2  | Virescit Boccaleone | 0 - 0      | 1 - 2       |
| Salernitana | 2 - 4  | Messina             | 2 - 0      | 0 - 4       |
| Sanremese   | 3 - 2  | Livorno             | 2 - 2      | 1 - 0       |
| Siracusa    | 3 - 2  | Licata              | 2 - 0      | 1 - 2       |
| Sorrento    | 0 - 1  | Taranto             | 0 - 0      | 0 - 1       |

#### Ottavi di finale
Le gare si disputarono il 5 ed il 26 febbraio 1986.
| Squadra 1 | Totale | Squadra 2           | Andata     | Ritorno     |
| --------- | ------ | ------------------- | ---------- | ----------- |
|           |        |                     | 05.02.1986 | 26.02.1986  |
| Casertana | 2 - 1  | Barletta            | 1 - 1      | 1 - 0 (dts) |
| Fano      | 2 - 3  | Treviso             | 2 - 1      | 0 - 2 (dts) |
| Lodigiani | 2 - 3  | Jesi                | 1 - 1      | 1 - 2       |
| Mantova   | 1 - 3  | Virescit Boccaleone | 1 - 2      | 0 - 1       |
| Messina   | 3 - 0  | Siracusa            | 2 - 0      | 1 - 0       |
| Modena    | 3 - 2  | Piacenza            | 2 - 0      | 1 - 2       |
| Sanremese | 1 - 0  | Pavia               | 0 - 0      | 1 - 0       |
| Taranto   | 2 - 3  | Monopoli            | 2 - 0      | 0 - 3       |

#### Quarti di finale
Le gare si disputarono il 19 marzo ed il 9 aprile 1986.
| Squadra 1 | Totale | Squadra 2           | Andata     | Ritorno    |
| --------- | ------ | ------------------- | ---------- | ---------- |
|           |        |                     | 19.03.1986 | 09.04.1986 |
| Jesi      | 4 - 2  | Casertana           | 2 - 1      | 2 - 1      |
| Monopoli  | 5 - 3  | Messina             | 2 - 0      | 3 - 3      |
| Sanremese | 3 - 5  | Modena              | 1 - 2      | 2 - 3      |
| Treviso   | 1 - 3  | Virescit Boccaleone | 0 - 0      | 1 - 3      |

#### Semifinali
Le gare si disputarono il 30 aprile ed il 15 maggio 1986.
| Squadra 1           | Totale | Squadra 2 | Andata     | Ritorno    |
| ------------------- | ------ | --------- | ---------- | ---------- |
|                     |        |           | 30.04.1986 | 15.05.1986 |
| Jesi                | 3 - 2  | Monopoli  | 3 - 1      | 0 - 1      |
| Virescit Boccaleone | 3 - 2  | Modena    | 1 - 1      | 2 - 1      |

#### Finali
| Squadra 1 | Totale | Squadra 2           | Andata     | Ritorno     |
| --------- | ------ | ------------------- | ---------- | ----------- |
|           |        |                     | 04.06.1986 | 07.06.1986  |
| Jesi      | 3 - 4  | Virescit Boccaleone | 1 - 1      | 2 - 3 (dts) |

| Arbitro: | Dal Forno (Ivrea) |

|            |           |                   |
| Mariano 2’ | Marcatori | 26’ (aut.) Serena |

| Arbitro: | Pucci (Firenze) |

|                                               |           |                                 |
| Fortunato 27’ Roccatagliata 58’ Benaglia 107’ | Marcatori | 72’ (aut.) Astolfi 76’ Olivetti |